# حرد المتن

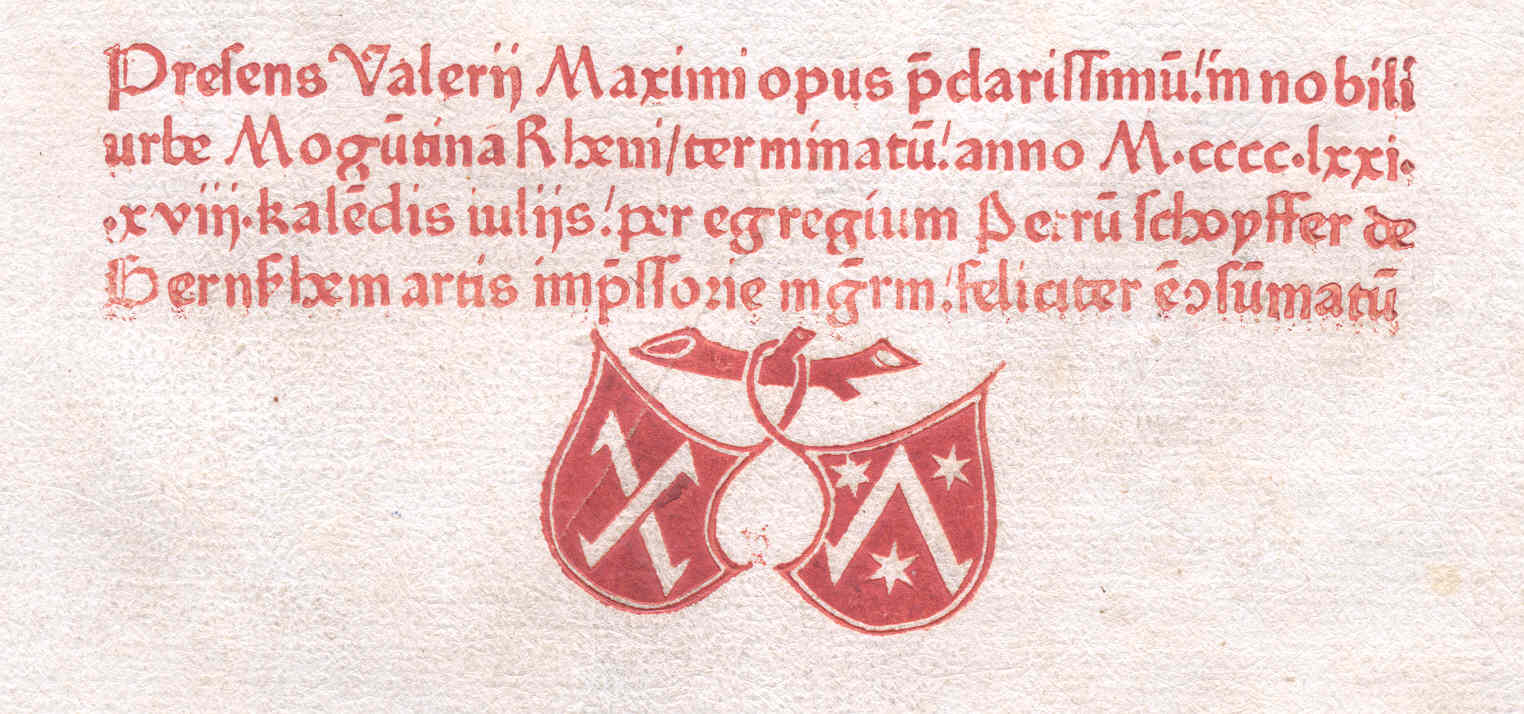
حرد متن مطبوع عام 1471

حَرْدُ المَتْن أو الطرة أو الصرة أو التختيم بيان موجز يحتوي على معلومات مثل مكان النشر والناشر وتاريخ النشر. وغالبا ما يكون حرد المتن في نهاية النص، ولكن في بعض الأحيان يظهر في مكان آخر والعديد من الكتب الحديثة (ما بعد 1800) تحمل هذه المعلومات على ظهر صفحة العنوان،  والتي تسمى أحيانًا «صفحة الكتاب» (biblio-page) أو «صفحة حقوق النشر».
وسمي بالطرة أو الصرة لأنه كان يتخذ شكل مثلث مقلوب إما بالكتابة فقط أو داخل إطار مثلث أو كان يتخذ شكل الطرة.

## تاريخ

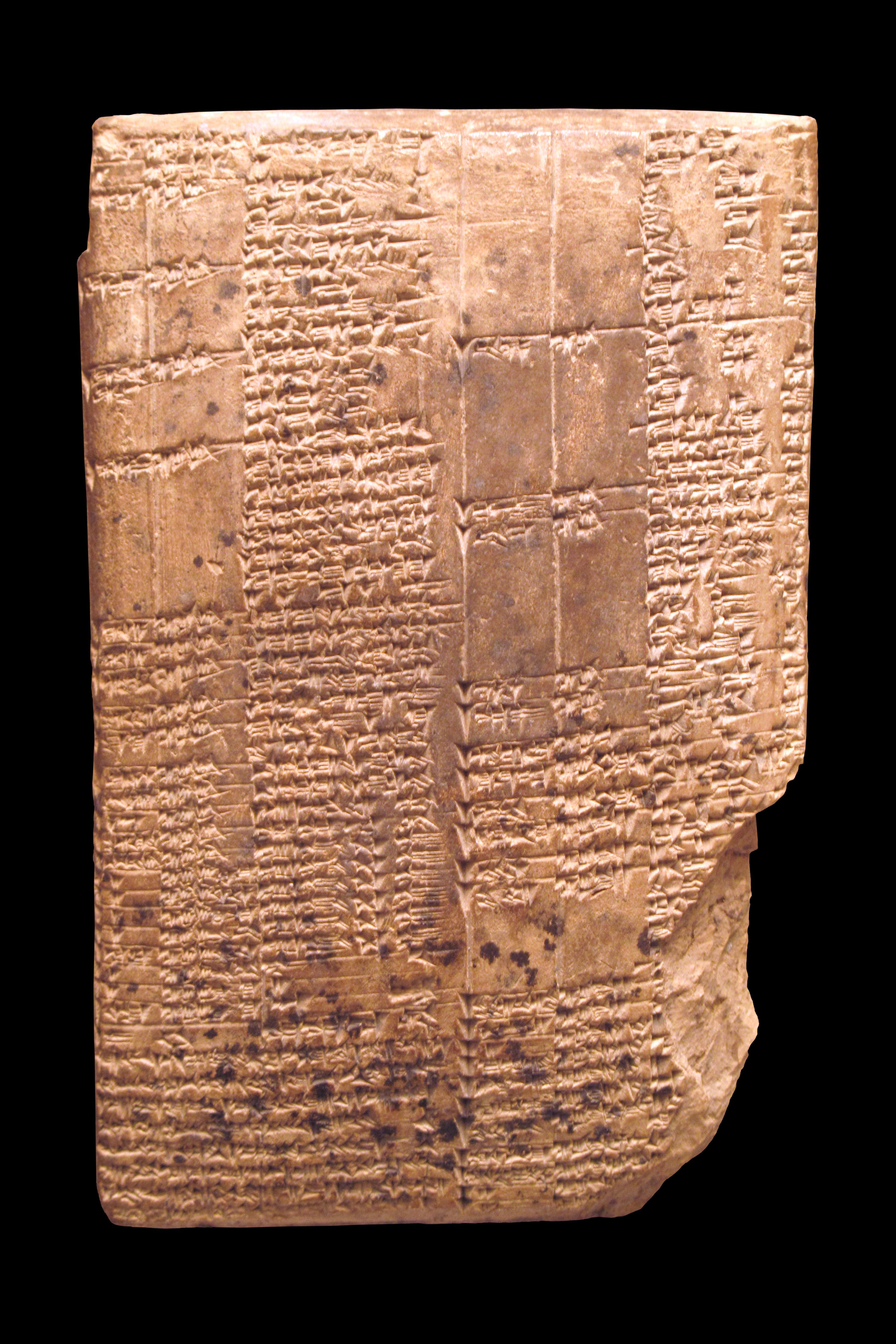
لوحة طينية: قاموس مع حرد متين يشير لمكان التخزين في مكتبة. من الوركاء، أوروك القديمة، منتصف القرن الأول قبل الميلاد. معروض في متحف اللوفر، باريس.

مصطلح كولوفون (colophon) (/ˈkɒləfən, -fɒn/) من اللاتينية المتأخرة colophōn، من اليونانية κολοφών (بمعنى «القمة» أو «اللمسة الأخيرة»).
 